# Puy de Cacadogne
Le puy de Cacadogne est un sommet des monts Dore dans le Massif central.

## Géographie
Le puy est situé dans le Puy-de-Dôme entre les communes de Mont-Dore et de Chambon-sur-Lac, au nord-est du pic Intermédiaire et du Pan de la Grange ainsi qu'au sud du puy des Crebasses, sur une ligne de crête.

## Protection environnementale
Au nord-est, une petite enclave, séparée physiquement du reste du périmètre de la réserve naturelle nationale de Chastreix-Sancy, englobe une partie du puy Cacadogne, sa partie est étant quant à elle comprise dans le périmètre de la réserve naturelle nationale de la vallée de Chaudefour.